# 東京メッツ (ミュージカル)
東京メッツ（とうきょうメッツ）は、日本のミュージカル集団。製作：ケイダッシュステージ。

## 概要
2003年に発足した、女性だけによるミュージカル集団。そのコンセプトは「舞台からスターを! 舞台からアイドルを! そして舞台からヒット曲を!!」。
メンバー募集時には一般公募はせず、各プロダクションから応募を募った。第1次〜第3次に渡るオーディション、そして最終審査の末、20歳代中心の東京メッツ18名、10歳代中心の東京リトルメッツ15名が正式メンバーとして決定した。
その後、演出家中村龍史による演出・構成・振付のもと、2003年2月から2004年12月まで2年間近く、計15回の公演を行なう。公演中のメンバー増減により、最終的には東京メッツが29人、東京リトルメッツが18人となっていた。
2005年3月10日、解散。

## 主な団員

### 東京メッツ
オリジナルメンバー
- 浅野実奈子
- 五十嵐りさ
- 池辺愛
- 今井沙那恵
- 鵜沢優子
- 太田彩乃
- 久保沙耶香
- 黒田百合
- 桜井美紀
- 鈴木里沙
- 中野公美子
- 難波美妃
- 西奈里紗
- 長谷川桃
- 松本有希子
- 水野江莉花
- 三田真央
- 良田麻美

2期生
- 安藤亜実
- おかえいり(藤森えいり)
- 高倉佳奈子
- 玉手みずき
- 新田千尋
- 中島由香利
- 古川英利子
- 佐達ちはる
- 原田京
- 神岡実羅乃
- 坂越由実子

### 東京リトルメッツ
- 青木愛理
- 雨野美咲
- 今井仁美
- 近藤亜紀
- 志村比芽子
- 関谷愛里紗
- 早野薫
- 本間理紗
- 宮本佳那子

### スタッフ
- 構成・演出・振付 - 中村龍史
- 美術 - 大田創
- 照明 - 柏倉淳一
- 音響 - 今村太志
- 舞台監督 - 村田明
- 美術進行 - 嶋田和浩
- 歌唱指導 - 石塚まみ、須藤伸
- 音楽 - 石塚まみ、井尻希樹、大久保孝之、小松洋一、ザ・エザキマサル、酒井陽一、曾我泰久、藤木和人、堀向直之、前田たかひろ、Rone
- ヘアメイク - 片山昌子
- 制作 - 木下京子
- 衣裳提供 - lisa frank
- ドレスデザイン - 李鋭丁
- ウィッグ協力 - 岡本商會
- 楽器協力 - サンフォニックス
- 小道具協力 - 藤浪小道具
- 宣伝協力 - さすがわささめ（ポスターハリスカンパニー）
- 宣伝写真 - 今村義昭
- 宣伝美術 - 篠原稔（広和エンターテインメント）
- 宣伝 - 藤田志麻樹（ディップス・プラネット）
- 制作協力 - 樋口正太（博品館劇場）
- 後援 - TBSラジオ
- プロデューサー - 難波利幸（ケイダッシュステージ）
- ゼネラルプロデューサー - 松田英夫（ケイダッシュステージ）
- 製作 - ケイダッシュステージ